# 加里森 (蒙大拿州)
加里森（英語：Garrison）是位於美國蒙大拿州鮑威爾縣的普查規定居民點。

## 歷史
加里森的郵局自1883年營運至今。

## 人口
根據2020年美國人口普查的數據，加里森的面積為24.96平方千米，當中陸地面積為24.95平方千米，而水域面積為0.01平方千米。當地共有人口115人，而人口密度為每平方千米4.61人。